# Hangman's House
Hangman's House is een Amerikaanse dramafilm uit 1928 onder regie van John Ford. De film werd destijds in Nederland uitgebracht onder de titel Het huis van den beul.

## Verhaal
James O'Brien geldt als een streng rechter. Zelfs op zijn sterfbed blijft hij zich bemoeien met het leven van zijn dochter Connaught. Hij staat erop dat zij trouwt met John D'Arcy. Connaught heeft een hekel aan John. Ze wil liever trouwen met Dermot McDermot. Intussen keert de emigrant Denis Hogan terug thuis. Hij wil zich wreken op John D'Arcy.

## Rolverdeling
| Acteur          | Personage         |
| --------------- | ----------------- |
| Victor McLaglen | Denis Hogan       |
| June Collyer    | Connaught O'Brien |
| Earle Fox       | John D'Arcy       |
| Larry Kent      | Dermot McDermot   |
| Hobart Bosworth | James O'Brien     |